# Gordium
Gordium of Gordion (huidige naam Yassihöyük) is de oude hoofdstad van Frygië. De huidige stad Yassihöyük ligt in Turkije op 70-80 km ten zuidwesten van Ankara.
Volgens de mythe is Gordium gesticht door Gordias in de 8e eeuw v.Chr. Veel vroeger al woonden er mensen in de streek: ten noordoosten van de stad werd een Hettitische grafheuvel gevonden die uit de 17e of 16e eeuw v.Chr. stamt. Later zijn in de buurt van deze grafheuvel andere grafkamers ontdekt, waarvan de schatten tegenwoordig in het Archeologisch museum van Ankara te bewonderen zijn.
Volgens dendrochronologische gegevens werd er in 718 v.Chr in Gordium een praalgraf gebouwd, dat bekendstaat als het graf van de Frygische koning Midas.
Rondom de oude stad zijn resten van leem, kleine steentjes en klei gevonden, die gedateerd zijn rond 800 v.Chr. Een stadsmuur (ca. 750 v.Chr.) zou ongeveer 7 meter hoog geweest moeten zijn. Rond 695 v.Chr. werd de stad door de Cimmeriërs verbrand. Later werd Gordium herbouwd, maar in de 2e eeuw v.Chr. werd de stad verlaten na een overval door de Galliërs of Galaten.
Volgens de legende hakte Alexander de Grote de onontwarbare Gordiaanse knoop door.
Sinds 2023 staat Gordion op de Unesco-Werelderfgoedlijst. 

## Geschiedenis van de opgravingen
De Oostenrijkse gebroeders Körte begonnen een opgraving in 1900. Later werd er een veel uitgebreidere opgraving gehouden van 1950 tot 1973 door een ploeg van de University of Pennsylvania onder leiding van Rodney S. Young.
Daarnaast zijn er bronnen van Assyrische, Griekse en Romeinse herkomst die een beter beeld geven van de plaatselijk geschiedenis vanaf het midden van de 8e eeuw v.Chr. tot in de Romeinse tijd.

## Geschiedenis van de nederzetting
De plek was al in het Vroege Brons (laat 3e mill.) bewoond. Of dit doorliep in het Midden-Brons is niet duidelijk, ten dele omdat de latere Frygische nederzetting haar ondergrond vlak gemaakt heeft. Boringen aan de randen van de heuvel hebben echter wel aardewerk uit de Hettitische tijd opgeleverd.  Ook over de vroege fase van de Frygische tijd is niet zo veel bekend, maar de stad beleefde duidelijk een bloeitijd als hoofdstad van Frygië in de 8e eeuw v.Chr. Van de 7e tot de 4e eeuw was er eerst een invasie van Kimmeriërs, toen werden eerst de Lydiërs en daarna de Perzen de baas. Daarna kwamen de Grieken onder Alexander (334), die er waarschijnlijk overwinterde. Wat er precies gebeurde onder zijn opvolgers is minder duidelijk, maar na 278 bracht Nicomedes van Bithynië een aantal Keltische stammen naar Anatolië en vestigden zich ook in Gordium Galaten.
| Stratum             | Tijd                           | Bijzonderheden                                            |
| ------------------- | ------------------------------ | --------------------------------------------------------- |
| Laat Hellenistisch  | 240-189                        | verlaten 189                                              |
| Tussenperiode       | 275-240                        | Na de komst van de Galaten                                |
| Vroeg Hellenistisch | 334-275                        | Vanaf komst Alexander de Grote                            |
| Laat Frygisch       | vroeg 4e eeuw- 334             |                                                           |
| Midden-Frygisch     | vroeg 7e eeuw - vroeg 4e eeuw  | Lydische tijd onder Alyattes? (615-560) Invasie Cyrus 547 |
| Vroeg Frygisch      | komst Frygiërs - vroeg 7e eeuw | C7: invasie Kimmeriërs                                    |
| ...                 |                                |                                                           |
| (Hettitisch)        | (niet goed bekend)             |                                                           |
| ...                 |                                |                                                           |
| Vroeg Brons         | 2300?                          |                                                           |